# Önkéntes elállás
Az önkéntes elállás a büntetőjogban használt kifejezés. Lényege szerint egy bűncselekmény elkövetője nem büntethető (az általános szabályok szerint a befejezett bűncselekményre vonatkozó büntetési tétellel), ha 
- az ő önkéntes elállása folytán marad el a bűncselekmény befejezése vagy
- a bűncselekmény  eredményének (káros hatásának) a  bekövetkezését önként elhárítja.
Az önkéntes elállás megállapítása kedvezőbb helyzetbe hozza a bűncselekmény elkövetőjét, mintha a bűncselekmény elkövetését befejezte volna (egyedül vagy másokkal) ahhoz képest, hogy a más okból kísérleti szakaszban maradt bűncselekményért a tettes úgy felel, mintha az elkövetést befejezték volna.

## Maradék bűncselekmény
Amennyiben a kísérlet már önmagában is megvalósít más bűncselekményt, az elkövető ez utóbbi bűncselekmény miatt büntetendő. Az utóbbi bűncselekményt szokásosan „maradék bűncselekménynek” nevezik, mert a büntetési tétele általában alacsonyabb, mint az önkéntes elállás folytán kísérleti szakaszban maradt cselekményé lenne.

## Lásd még
- Lázadás